# ميكيلي كريمونيسي
ميكيلي كريمونيسي (بالإيطالية: Michele Cremonesi)‏ (15 أبريل 1988 بكريمونا في إيطاليا - ) هو لاعب كرة قدم إيطالي في مركز الدفاع. شارك مع منتخب إيطاليا تحت 15 سنة لكرة القدم ومنتخب إيطاليا تحت 16 سنة لكرة القدم ومنتخب إيطاليا تحت 17 سنة لكرة القدم ومنتخب إيطاليا تحت 19 سنة لكرة القدم ومنتخب إيطاليا تحت 20 سنة لكرة القدم ومنتخب إيطاليا تحت 21 سنة لكرة القدم. أما مع النوادي، فقد لعب مع نادي كروتوني ونادي كريمونيسي.

## وصلات خارجية
- ميكيلي كريمونيسي على موقع قاعدة بيانات كرة القدم.إي يو (الإنجليزية)
- ميكيلي كريمونيسي على موقع Soccerway.com (الإنجليزية)
- ميكيلي كريمونيسي على موقع عالم كرة القدم.نت (الإنجليزية)
- ميكيلي كريمونيسي على موقع AS.com (الإسبانية)